# Valentin Ferret
Pas d'image ? Cliquez ici

a Compétitions nationales et continentales officielles uniquement.

Valentin Ferret, né le 28 février 1993 à Narbonne, est un joueur de rugby à XIII français évoluant au poste d'Arrière, de centre ou de demi de mêlée.
Formé à Ornaisons puis Lézignan, il intègre pôle espoirs de Carcassonne puis le creps de Toulouse. Il dispute une première rencontre avec Lézignan en Championnat de France avant de tenter sa chance aux Dragons Catalans en joignant sa réserve le Saint-Estève XIII Catalan. Non retenu en 2013, il retourne à Lézignan remportant la Coupe de France en 2015.

## Biographie
Il est formé à Ornaisons puis Lézignan en compagnie de Charles Bouzinac. il intègre le pôle espoirs de Carcassonne puis le creps de Toulouse. Il dispute avec Lézignan une rencontre en Championnat de France avant d'intégrer sur la demande de Steve Deakin la réserve des Dragons Catalans lors de la saison 2012-2013 nommé Saint-Estève XIII Catalan. Il prend part avec ce dernier au parcours les amenant en finale du Championnat mais celle-ci est perdue contre  Pia, Ferret n'a pas disputé cette finale.
Non retenu par les Dragons Catalans, il retourne en 2013 à Lézignan et s'y octroie une place de titulaire à différents postes tels arrière, demi de mêlée ou centre, y devenant un des meilleurs marqueurs d'essais de son équipe. Il participe avec Lézignan au titre de Coupe de France en 2015 notamment.
En 2021, dans le cadre d'une rencontre de préparation des Dragons Catalans, il est sélectionné dans le XIII du Président réunissant les meilleurs éléments du Championnat de France.

## Palmarès
- Collectif :
- Vainqueur du Championnat de France : 2021 (Lézignan).
  - Vainqueur de la Coupe de France : 2015 (Lézignan).
  - Finaliste du Championnat de France : 2013 (Saint-Estève XIII Catalan), 2014 et 2017 (Lézignan).
  - Finaliste de la Coupe de France : 2017 (Lézignan).

### En club
| Saison    | Club                      | Compétition           | Matchs | Points | Essais | Goals | Drops |
| --------- | ------------------------- | --------------------- | ------ | ------ | ------ | ----- | ----- |
| 2011-2012 | Lézignan                  | Championnat de France | 1      | -      | -      | -     | -     |
| 2012-2013 | Saint-Estève XIII Catalan | Championnat de France | 7      | 16     | 4      | -     | -     |
| 2013-2014 | Lézignan                  | Championnat de France | 12     | 8      | 2      | -     | -     |
| 2014-2015 | Lézignan                  | Championnat de France | 17     | 24     | 6      | -     | -     |
| 2015-2016 | Lézignan                  | Championnat de France | 17     | 94     | 20     | 7     | -     |
| 2016-2017 | Lézignan                  | Championnat de France | 18     | 4      | 11     | -     | -     |
| 2017-2018 | Lézignan                  | Championnat de France | 11     | 12     | 2      | 2     | -     |
| 2018-2019 | Lézignan                  | Championnat de France | 18     | 36     | 8      | -     | -     |
| 2019-2020 | Lézignan                  | Championnat de France | 9      | 14     | 3      | 1     | -     |
| 2020-2021 | Lézignan                  | Championnat de France | 10     | 48     | 12     | -     | -     |